# Syngnathus macrobrachium
Syngnathus macrobrachium — вид морських іглиць, що мешкає в південно-східній Пацифіці вздовж узбережжя від Тумбес (Перу) до Пуерто-Монтт (Чилі). Морська субтропічна демерсальна риба, сягає 22,5 см довжиною.